# Chapelle Saint-Quirin de Meldert
La chapelle Saint-Quirin (Sint-Quirinuskapel en néerlandais) est une chapelle de style baroque située à Meldert, village de la commune belge de Hoegaarden dans la province du Brabant flamand.

## Localisation
La chapelle se dresse le long de la frontière linguistique entre la Région flamande et la Région wallonne, au bord d'une route qui porte le nom de chaussée de Wavre d'un côté et de Waversesteenweg de l'autre.
Elle se situe plus précisément à l'endroit où la rue de Gaët, qui vient de L'Écluse (Belgique) au sud, traverse la chaussée de Wavre et repart sous le nom de Gaatstraat vers Meldert, au nord.

## Historique
La chapelle Saint-Quirin de Meldert a été construite en grès au XVIIIe siècle,.
La façade porte un blason surmonté d'un cartouche arborant le millésime 1766.

## Classement
La chapelle fait l'objet d'un classement au titre des monuments historiques depuis le 8 octobre 2021 sous la référence 116069 et figure à l'inventaire du patrimoine immobilier de la Région flamande sous la référence 43571.

## Architecture

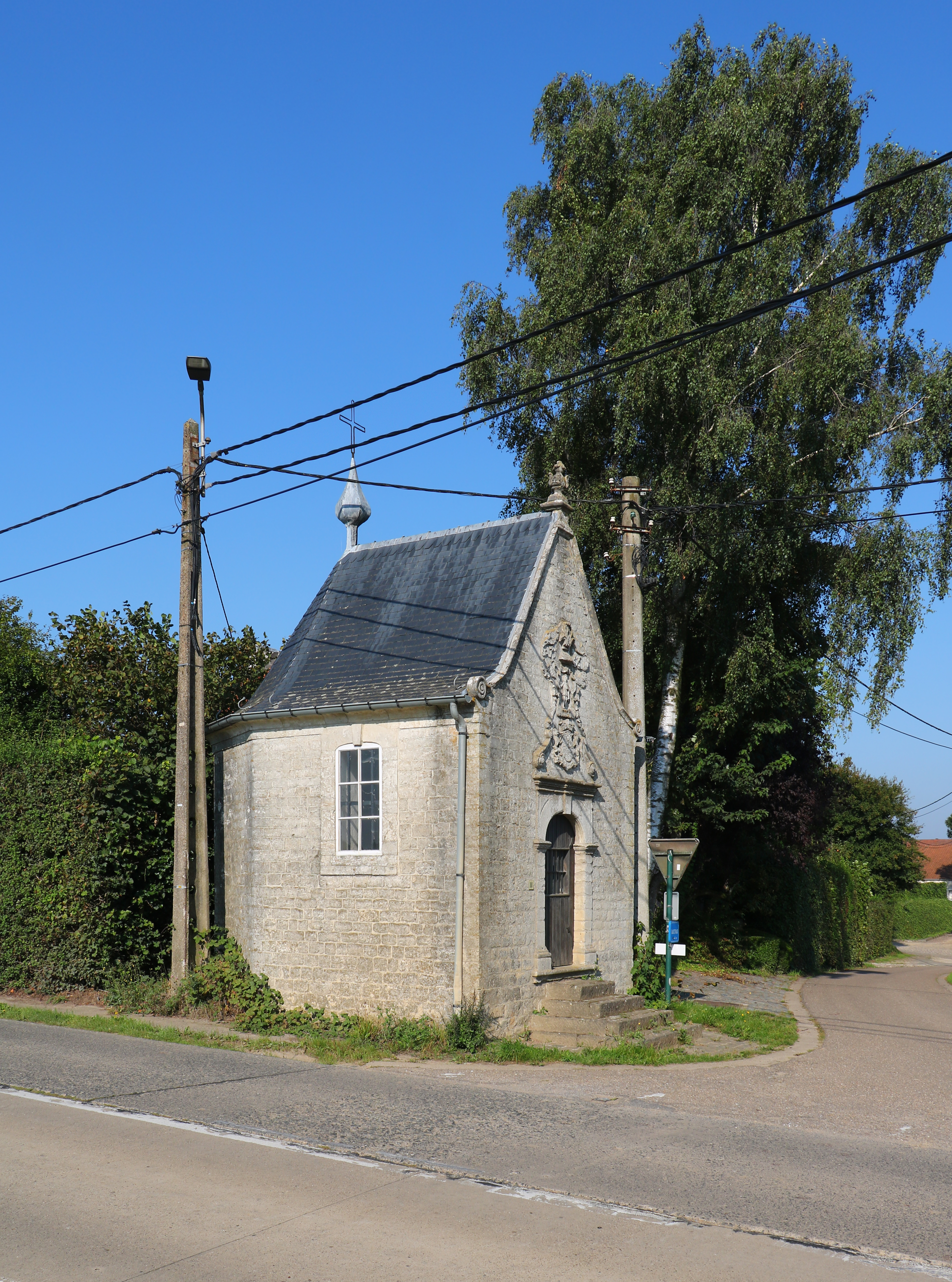
Vue.
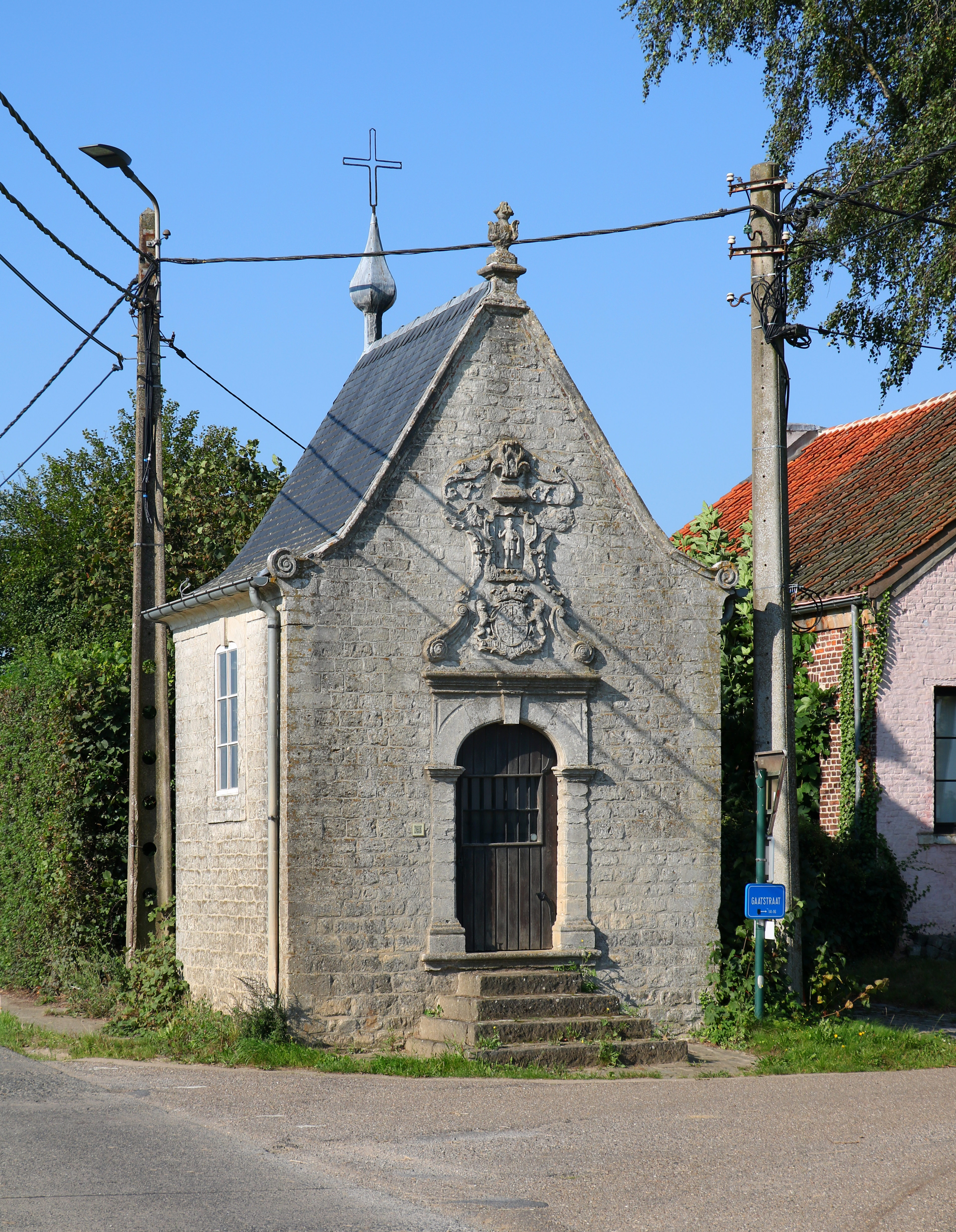
Vue.
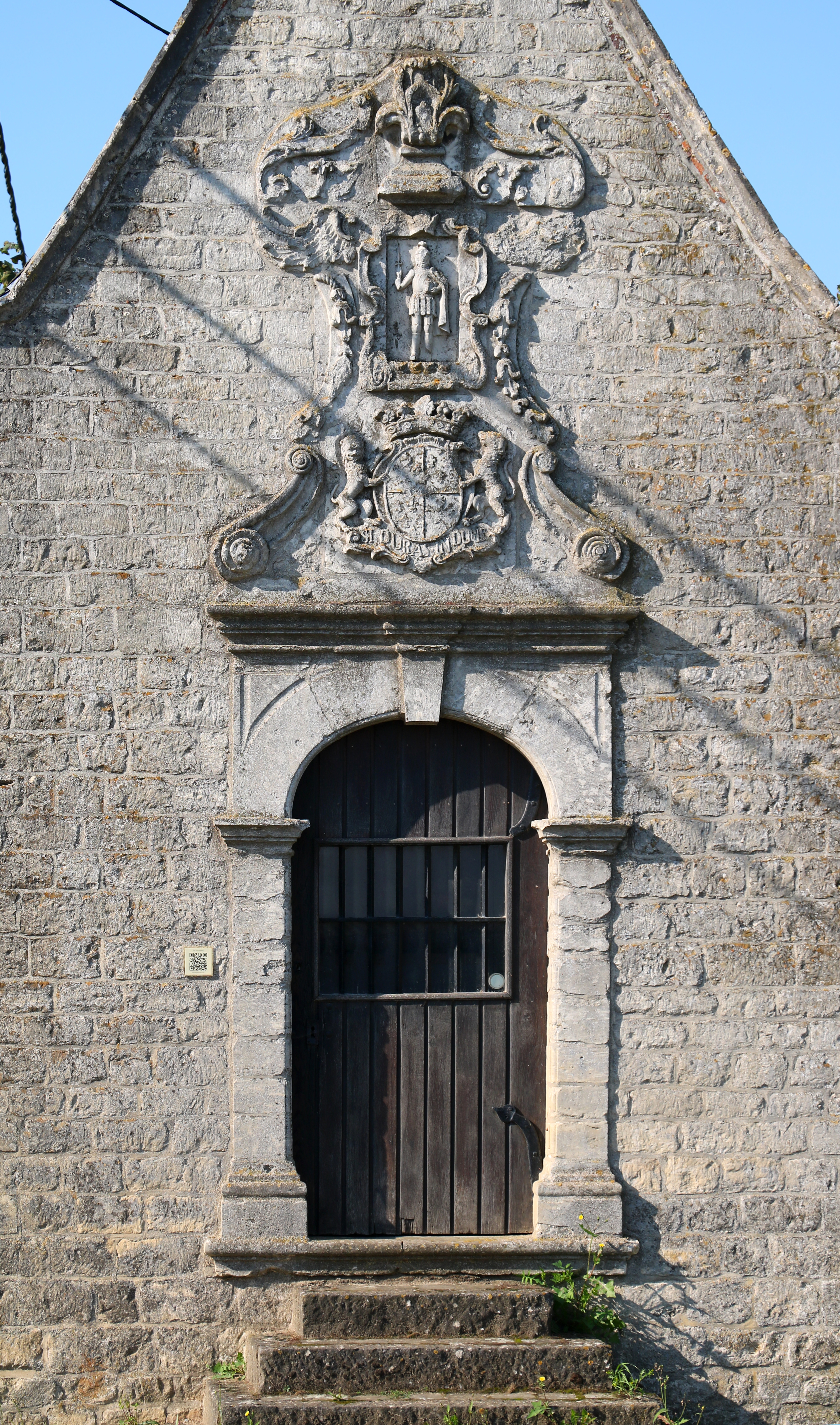
Porte et blason.
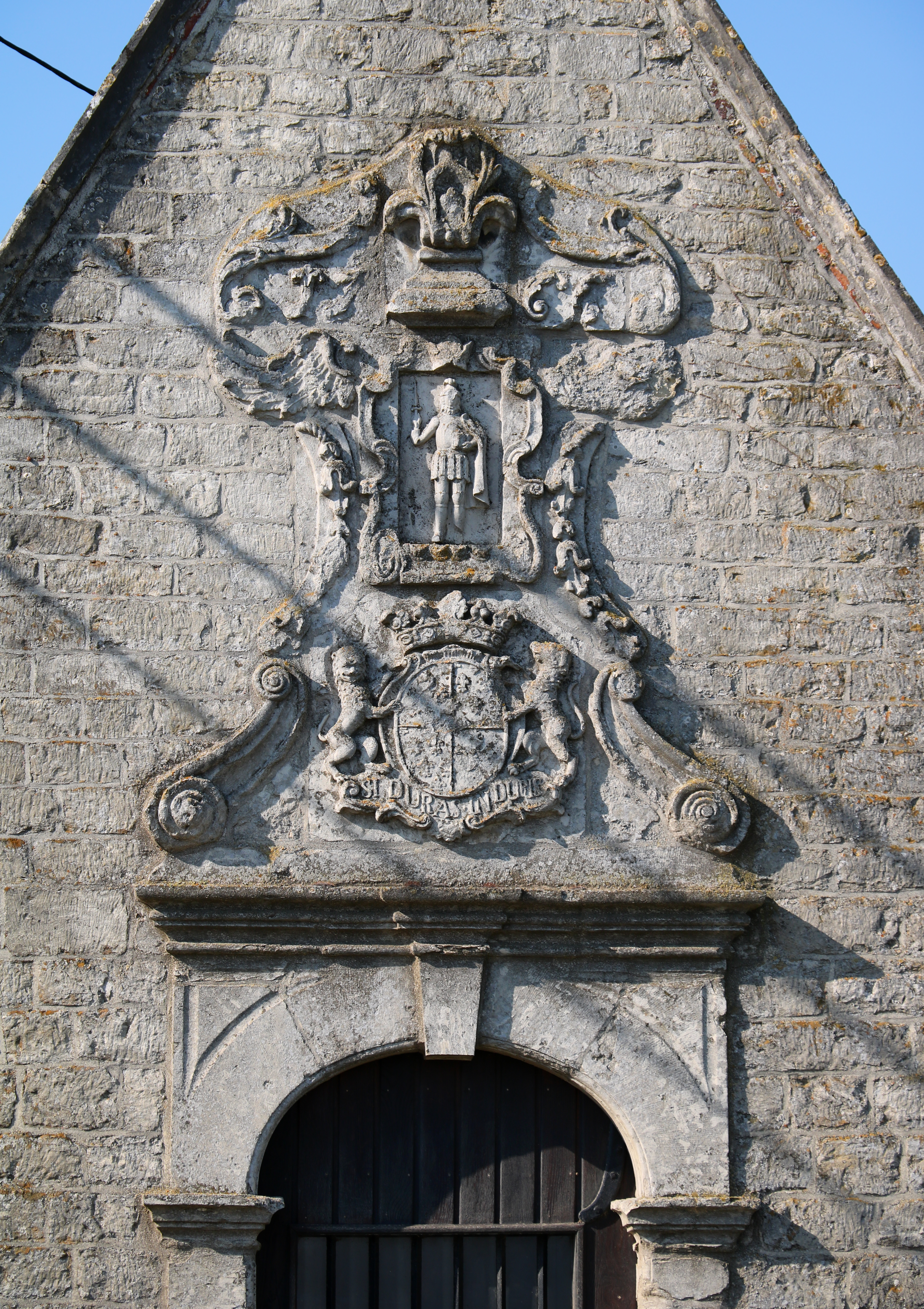
Blason.